# Bruñidor

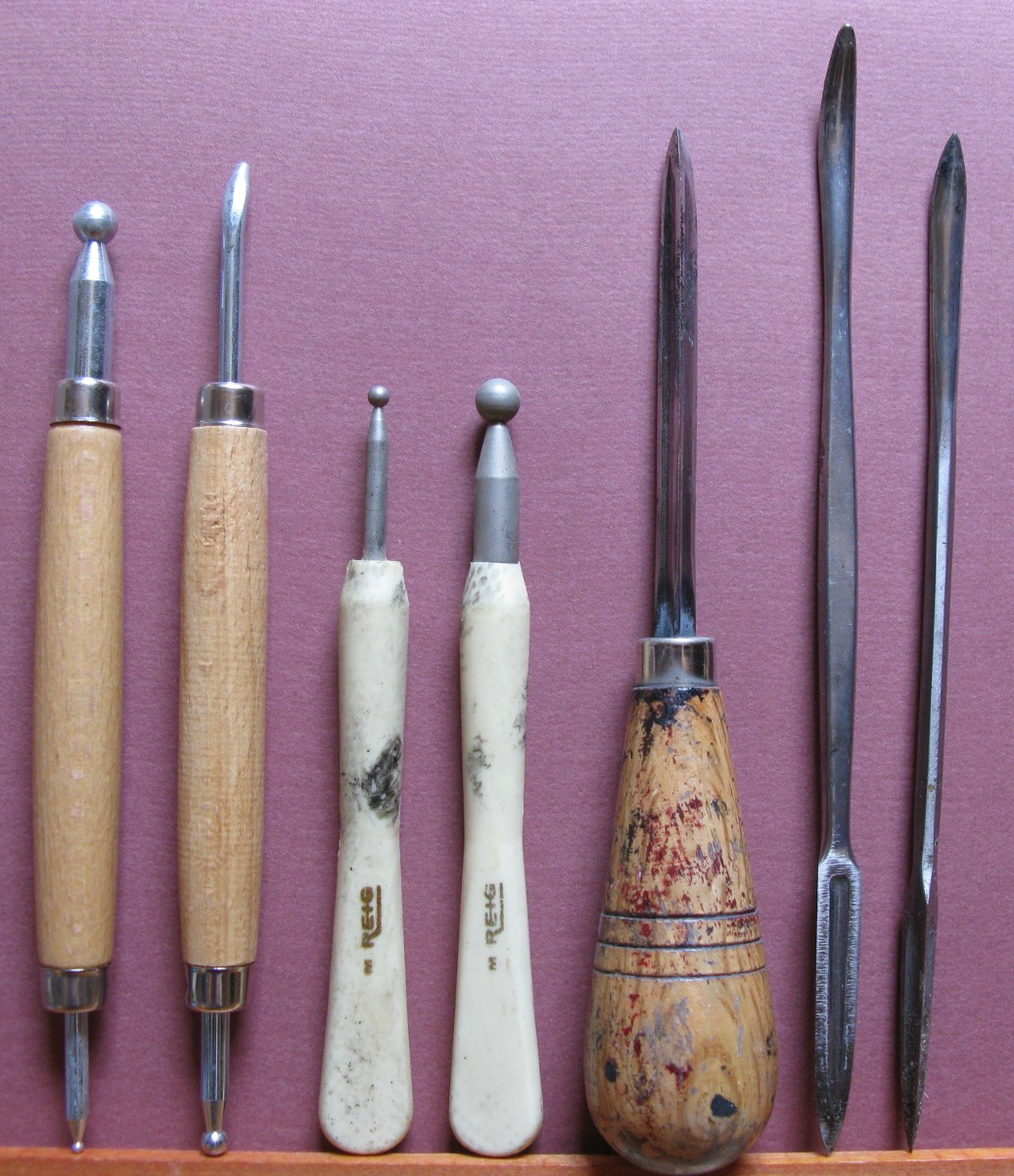
Bruñidores y rascadores para grabado

El bruñidor es un instrumento de acero o piedra dura que sirve para pulir un cuerpo luciendo las desigualdades o asperezas que tiene en la superficie.
Con el nombre de bruñidores se comprenden además las piedras de bruñir que usan los doradores de madera, los encuadernadores, los que trabajan la porcelana, así como las piedras y moletas que usan los alisadores de telas, papeles pintados, barajas, etc. 
Los bruñidores y moletas o piedras de moler son unos instrumentos indispensables para varios ramos de la industria. Esta fabricación es de importancia para diversas industrias que no pueden carecer de bruñidores.
1. los plateros, joyeros y doradores de metales usan de ocho formas o clases de bruñidores de pie de ciervo, de ágata, de sílex o de hematita roja.
2. Los doradores de madera tienen cuatro formas de bruñidores de ágata, jaspe y sílex.
3. Los encuadernadores tienen tres: el fuerte, el mediano y el chico.
4. Los obreros de porcelana tienen cuatro de ágata y sílex para esturgar y cuatro de hematita para acabar.
5. Los alisadores emplean muchas moletas o piedras de ágata y de sílex de diferentes dimensiones.
6. El bruñidor de los doradores de pieles es una piedra muy dura y lisa con un mango de madera.

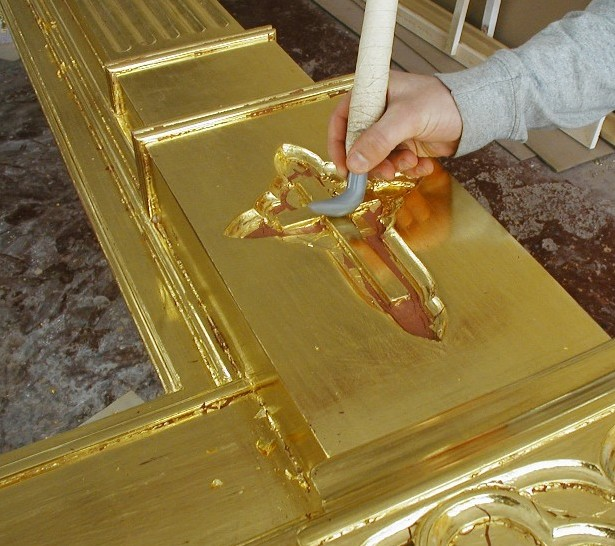
Bruñidor de dorador

Los bruñidores de acero que usan los plateros, grabadores, relojeros y la mayor parte de los artífices que trabajan en oro, plata, cobre, hierro y acero son curvos o rectos, redondos o en punta para adaptarse a los salientes o entrantes de las piezas.
El bruñidor para el grabado es una lámina de acero adelgazada para que entre en los mangos con que se sostiene la parte del medio que es plana. Está redonda por el lado convexo y también un poco curva. La parte redonda debe estar muy pulimentada, y el instrumento muy templado. Usa de este bruñidor para dar la última mano a las planchas de cobre frotándolas y teniendo cuidado de poner aceite para untarlas.
Los bruñidores que usan los relojeros son de diversas formas y tamaños, todos ellos de acero fundido muv bien templados y lisos: los unos son tallados en forma de lima ordinaria, otros figurando hojas de salvia: los primeros sirven para bruñir las piezas planas, los segundos para los tornillos, piezas de cobre, etc. Los relojeros tienen además unos bruñidores muy pequeños para los ejes.

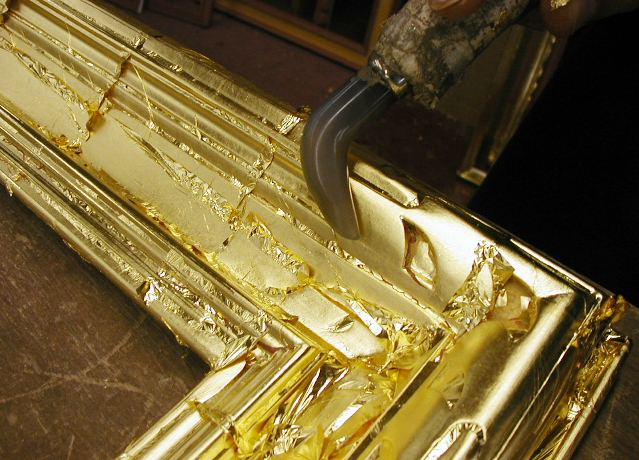
Bruñidor de ágata

Los que generalmente se usan para bruñir las vasijas de estaño son de acero y sus formas varían según las piezas en que se trabaja. Se mojan en agua de jabón.
El bruñido de la cuchillería se ejecuta con bruñidores de mano y de tornillo, todos son de acero fino, templado y muy pulimentado. Los bruñidores de tornillo se forman y montan de un modo muy diferente a los de mano: sobre un trozo largo de madera puesto horizontalmente se coloca otro trozo largo pero en forma de arco cuya concavidad se vuelve hacia abajo. Dichas piezas se unen en sus extremos por medio de una argollita y un corchete o ganchito que permite a la pieza de abajo moverse libremente alrededor de ese punto como centro. La pieza curva tiene en medio de su concavidad el bruñidor que sale más o menos según la longitud que se quiere dar a su pie. El arco de madera tiene en el extremo opuesto al del corchete o ganchito un mango que sirve para manejarlo como una palanca. Este mecanismo permite apoyar con mayor fuerza el bruñidor sobre la pieza que se trata de bruñir, la que está colocada sobre el pedazo de madera fijo. Se da al bruñidor la forma de martillo de cabeza redonda y lisa para trabajar en piezas planas y convexas, o la forma de dos conos opuestos por su vértice y de bases redondas para trabajar en piezas cóncavas y superficies anulares.